# Чёрный дельфин
«Чёрный дельфи́н» (ранее рус. дореф. Илецкій острогъ; ФКУ ИК-6 УФСИН России по Оренбургской области; до 2007 года — ЮК-25/6) — исправительная колония особого режима для пожизненно осуждённых в городе Соль-Илецке рядом с озером Развал (Оренбургская область). Самая большая колония подобного типа в России (на 1600 человек). По некоторым данным, на 2009 год в колонии содержалось около 863 человек. Количество персонала — около 1000 человек.

## Названия
Названия объекта в хронологическом порядке:
- Илецкий острог
- Соль-Илецкая тюрьма УНКВД № 2 для содержания подследственных
- Учреждение ЮК-25/6
- Федеральное казённое учреждение «Исправительная колония № 6 Управления Федеральной службы исполнения наказаний по Оренбургской области»

## История колонии
Первые пожизненные тюрьмы в Оренбургской области появились ещё в екатерининские времена:

История «Чёрного дельфина» ведёт своё начало с екатерининской поры. После подавления пугачёвского бунта в 1773 году возникла в этих краях нужда в остроге для ссыльных разбойников. Минули века, но назначение заведения никогда не менялось. Крепкие стены в оренбургских степях одинаково верно служили всем Российским Государям. Была здесь и пересылка, и острог, и туберкулёзная «специализация», но тюрьма всегда оставалась тюрьмой.

В царские времена Илецкий острог использовался как каторжная тюрьма для разработки местных соляных промыслов (Илецкие соляные копи) и как пересылочная тюрьма для этапирования заключённых. В 1774 году острог был разгромлен пугачёвским отрядом под командованием А. Т. Соколова, каторжане и казаки пополнили ряды повстанческого войска, сформировав казачий полк под командованием И. А. Творогова. В дальнейшем объект был восстановлен царскими властями, а солеломни, тюрьма и особая полиция подчинялись напрямую правлению соляных промыслов. До 1849 года добычей соли занимались ссыльные, в 1849 году они были обращены в «горнозаводских рабочих».
В 1847 году этапом из Орской крепости через Илецкий острог в Уральск конвоировался украинский поэт и художник Тарас Шевченко. Он же посетил Илецк в ноябре 1849 года, возвращаясь в Оренбург из Аральской ссылки.
В 1941—1942 году в Соль-Илецкой тюрьме УНКВД № 2 для содержания подследственных умерли: русский революционер, участник трёх революций Иван Радченко, советский библиограф, «отец русской библиографии» Николай Здобнов, бурятский учёный Цыбен Жамцарано, литовский военачальник Казис Ладига, немецкая актриса Карола Неер.
Позже здесь располагалась специальная больница для осуждённых.
Получила статус колонии для пожизненно осуждённых в начале 2000-х годов.
В начале 2020-х годов в «Чёрном дельфине» содержались около 700 человек.

## Описание
Колония получила своё неофициальное название по сооружённому в её дворе руками заключённых фонтану со скульптурой, изображающей чёрного дельфина. По одной из версий скульптура была создана российским серийным убийцей Владимиром Криштопой.
В колонии поддерживается строгая изоляция от контактов между заключёнными. В камере находятся по два-четыре человека, однако есть заключённые, содержащиеся в одиночных камерах. Во избежание конфликтов сокамерники подбираются после работы с психологом.
Заключённые находятся под постоянным видеонаблюдением, спят при включённом свете. При выходе из камеры под конвоем за заключённым следуют кинолог с собакой. Подъём в 6 утра, после этого следующие 16 часов лежать и сидеть на койках категорически запрещается. Характерная черта колонии «Чёрный дельфин» — при переходе в другой корпус заключённым завязывают глаза повязкой для дезориентации, чтобы они не могли запомнить план колонии. Минимальное количество конвоиров, сопровождающих заключённого — три человека и кинолог с собакой. Каждые 15 минут по камерам проходят дежурные. Размер камеры составляет 4,5 м², причём заключённые отделены от дверей и окон массивными стальными решётками; таким образом, камера представляет собой клетку в клетке. Из зарешечённого окна видна только узкая полоска неба. Ежедневные полуторачасовые прогулки заключённых проводят не на свежем воздухе, а в специальном закрытом коробе, представляющем собой каменный мешок под открытым небом с решётками вместо потолка. При хорошем поведении их могут увеличить до двух часов.

## Примерный распорядок дня в «Чёрном дельфине»
- 6:00 — подъём, заправка кроватей, умывание, уборка камеры.
- 6:30 — завтрак, включение радио.
- 7:15 — включение электророзеток. Заключённые могут воспользоваться электробритвами. Можно вскипятить воду, выпить чаю, если есть заварка, или просто кипяток.
- 8:00 — начало утренней проверки, выключение радио.
- 9:00 — осмотр заключённых медиком.
- 10:00 — утренняя прогулка в специальной камере длиной в несколько метров. В это же время больных отводят в санчасть.
- 11:00 — 13:00 — работа.
- 13:00 — обед
- 13:40 — уборка камер.
- 14:00 — 17:00 — снова включается радио.
- 18:00 — ужин (40 минут).
- 20:00 — вечерняя проверка.
- 20:30 — к услугам заключённых вновь включённые розетки и радио.
- 22:00 — отбой

## В массовой культуре
- Документальный фильм «Путешествие в образцовую тюрьму» из цикла Вахтанга Микеладзе «Приговорённые пожизненно».
- Колония появляется в сериале «Игра. Реванш». По сюжету единственный друг Смолина — преступник Виталий Круглов («Круглый») после ареста отбывал пожизненный срок в «Чёрном дельфине». Белов и Смолин помогли ему сбежать из колонии, но впоследствии его всё же убили.
- Книга «Живьем в аду»[12] написана отбывающим пожизненный срок в «Чёрном дельфине».
- Группа Anacondaz упоминает данную колонию в песне «Всё хорошо».
- В сериале «Ментовские войны 10» упоминается данная колония.
- Песня Гио Пика — «Фонтанчик с дельфином»